# Nachfolge (Bonhoeffer)

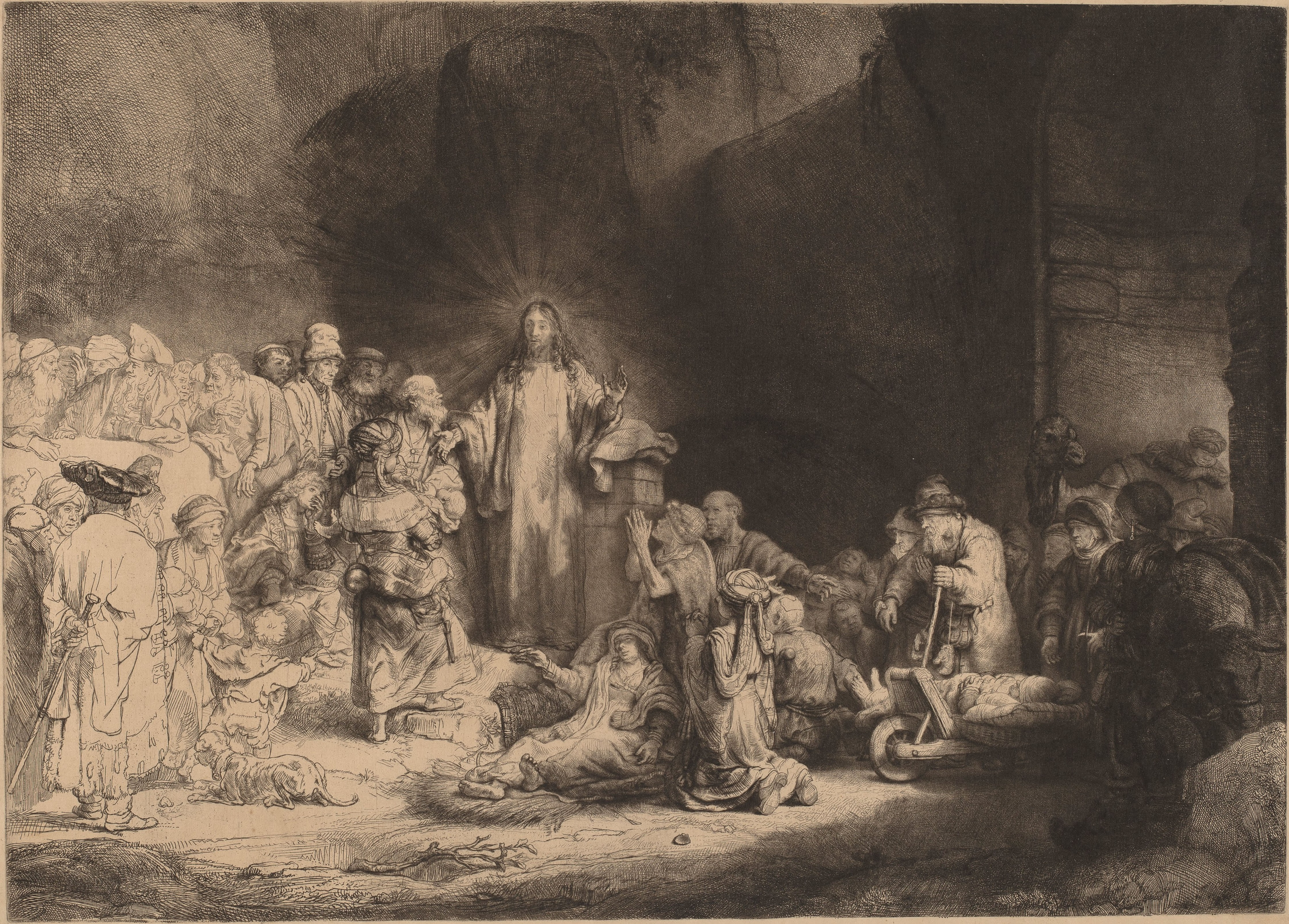
Christus predigt (Rembrandt). Bonhoeffer hängte im Predigerseminar Finkenwalde wechselnde Rembrandt-Radierungen auf, um die Kursinhalte zu unterstützen

Nachfolge ist der Titel eines Buches, das Dietrich Bonhoeffer als Direktor des Predigerseminars Finkenwalde schrieb. Es ist in den Jahren 1935–1937 aus den Kursen in Finkenwalde entstanden. Als das Seminar im September 1937 von der Geheimen Staatspolizei geschlossen wurde, war Bonhoeffers Manuskript bereits fertig und befand sich beim Chr. Kaiser Verlag. Zum Advent 1937 lag das Buch gedruckt vor. Es handelte sich um das letzte und umfangreichste zu Lebzeiten abgeschlossene größere Werk Bonhoeffers.
Laut dem Theologen Peter Zimmerling thematisiert das Buch die beiden Pfeiler, auf denen Bonhoeffers persönlicher Christusglaube ruhte:
- die neue Sicht der Bibel als „Liebesbrief Gottes“ (eine auf Sören Kierkegaard zurückgehende[1] und auch von Bonhoeffer selbst gebrauchte[2] Wendung) und
- die Kompromisslosigkeit eines Lebens nach der Bergpredigt in der Nachfolge Christi.

## Entstehung
Das Thema der Nachfolge hatte sich Bonhoeffer laut Eberhard Bethge bereits vor 1933 erarbeitet. Wesentliche Anregungen hatte Bonhoeffer in seiner Zeit in der Abyssinian Baptist Church in Harlem (New York City, USA) erhalten. So soll der Begriff der „billigen Gnade“, der eine so wichtige Rolle in Bonhoeffers Buch spielt (siehe unten), ursprünglich auf den dortigen Pastor Adam Clayton Powell sr. (1865–1953) zurückgehen. Der erste Text, der als Vorläufer für eine Passage des Buches Nachfolge gelten kann, ist eine Andacht über Lk 9,57–62 , die Bonhoeffer für seine Londoner Gemeinde zu Neujahr 1934 schrieb. Er hielt danach mehrere Predigten zu Texten der Bergpredigt, die aber nicht erhalten sind.
Nach Bethges Erinnerungen hatte Bonhoeffers erster Finkenwalder Kurs über die Nachfolge 1935 einen anderen Aufbau als das spätere Buch. Er begann mit einer Betrachtung der biblischen Jüngerberufungen (Der Ruf in die Nachfolge), woran sich Die Nachfolge und das Kreuz anschloss, Die Nachfolge und der Einzelne und die ausführliche Auslegung der Bergpredigt. Der gesamte zweite Teil des Buches mit seiner relativ lockeren Abfolge der Kapitel war eine überarbeitete Fassung der neutestamentlichen Hauptvorlesungen, die Bonhoeffer im zweiten bis fünften Finkenwalder Kurs hielt. Manuskripte Bonhoeffers zur Nachfolge existieren nicht mehr.

## Inhalt
Martin Honecker fasst den Grundgedanken der Nachfolge so zusammen: Nachfolge ist Bindung an Jesus Christus unter Absehung von jeder Programmatik. Der Autor versuche, daraus Maßstäbe für das Tun des Gerechten abzuleiten. Bonhoeffer lasse es aber in der Schwebe, ob die Nachfolge Gesinnung oder Verhalten präge, außerdem, ob sie das Individuum oder die Gemeinde binde.

### Erster Teil

#### Die teure Gnade
Bonhoeffer beginnt mit einer scharfen Kritik an der evangelischen Kirche seiner Zeit und bezichtigt sie eines groben Fehlverständnisses der lutherischen Rechtfertigungslehre. Sie missbrauche sie nämlich, um „billige Gnade“ anzubieten, Gnade als „Schleuderware“ ohne Bedingungen und ohne Kosten für den Begnadigten, mithin „Rechtfertigung der Sünde und nicht des Sünders“, für den nach seiner Begnadigung alles beim Alten bleiben könne, anstatt dass eine Trennung von der Sünde stattfände. Konkret prangert er an: „Billige Gnade ist Predigt der Vergebung ohne Buße, ist Taufe ohne Gemeindezucht, ist Abendmahl ohne Bekenntnis der Sünden, ist Absolution ohne persönliche Beichte. Billige Gnade ist Gnade ohne Nachfolge, Gnade ohne Kreuz, Gnade ohne den lebendigen, menschgewordenen Jesus Christus“.
In Wirklichkeit aber sei die Gnade teuer, weil sie in die Nachfolge Christi rufe: „Teuer ist sie, weil sie dem Menschen das Leben kostet, Gnade ist sie, weil sie in die Nachfolge Jesu Christi (Kursivsetzung im Original) ruft.“ Mit der Ausbreitung des Christentums und der Verweltlichung der Kirche sei die Erkenntnis der teuren Gnade allmählich verloren gegangen. Lediglich das Mönchtum habe am Rande der Kirche die Erkenntnis wachgehalten, dass die Gnade teuer ist. Die mittelalterliche Kirche habe das Mönchtum ertragen, aber es zugleich als Sonderweg für wenige verstanden. Das Mönchtum wiederum habe – neben inhaltlichen Missverständnissen des Willens Jesu – den entscheidenden Fehler begangen, für seine Sonderleistung eine besondere Verdienstlichkeit in Anspruch zu nehmen.
„Luthers Weg aus dem Kloster zurück in die Welt bedeutete den schärfsten Angriff, der seit dem Urchristentum auf die Welt geführt worden war […] Der Christ war der Welt auf den Leib gerückt. Es war Nahkampf.“ Aber durch eine leichte Akzentverschiebung sei im Luthertum aus Luthers radikalem Weg eine Kirche der billigen Gnade geworden: „Man kann die Tat Luthers nicht verhängnisvoller mißverstehen als mit der Meinung, Luther habe mit der Entdeckung des Evangeliums der reinen Gnade einen Dispens für den Gehorsam gegen das Gebot Jesu in der Welt proklamiert.“ Weiter führt Bonhoeffer aus: „Teuer war die Gnade, weil sie nicht dispensierte vom Werk, sondern den Ruf in die Nachfolge unendlich verschärfte. [...] Wenn Luther von der Gnade sprach, so meinte er sein eigenes Leben immer mit, das durch die Gnade erst in den vollen Gehorsam Christi gestellt worden war.“ Luther habe, wenn er von „Gnade allein“ sprach, immer selbstverständlich zugleich an die Nachfolge Christi gedacht. Indem seine Schüler das Letztere weggelassen hätten, hätten sie für „das Ende und die Vernichtung der Reformation als der Offenbarung der teuren Gnade Gottes auf Erden“ gesorgt.
Auf diese Weise seien viele Einzelne, die Jesus nachfolgen wollten und konkrete Schritte gehen wollten, entmutigt worden. Diese Christen werden von Bonhoeffer als Leser seines Buches angesprochen.

#### Der Ruf in die Nachfolge
Bonhoeffer interpretiert die Jüngerberufungen in den Evangelien: Nachfolge heiße Bindung an Jesus, nicht an ein Programm und auch nichts, wofür es sich nach menschlicher Meinung lohnen würde, etwas oder gar sich selbst einzusetzen. Nachfolge, so Bonhoeffer, ist ein Heraustreten aus der bisherigen Existenz im strengen Wortsinn. Um dies zu illustrieren, führt Bonhoeffer eine ganze Reihe von antithetischen Sätzen an, etwa: „Aus den relativen Sicherungen des Lebens heraus in die völlige Unsicherheit (d. h. in Wahrheit in die absolute Sicherheit und Geborgenheit der Gemeinschaft Jesu); aus dem Übersehbaren und Berechenbaren (d. h. dem in Wahrheit ganz Unberechenbaren) in das gänzlich Unübersehbare, Zufällige (d. h. in Wahrheit in das einzig Notwendige und Berechenbare); aus dem Bereich der endlichen Möglichkeiten (d. h. in Wahrheit der unendlichen Möglichkeiten) in den Bereich der unendlichen Möglichkeiten (d. h. in Wahrheit in die einzig befreiende Wirklichkeit) ist der Jünger geworfen.“
Eine allgemeine religiöse Erkenntnis von der Gnade oder Sündenvergebung mache Nachfolge nicht notwendig, sondern stehe ihr vielmehr feindlich gegenüber, konstatiert Bonhoeffer. Doch sei ein Christentum ohne Nachfolge immer ein Christentum ohne Jesus Christus – lediglich eine Idee, ein Mythos. Gottvertrauen allein sei nicht Nachfolge.
Zur Nachfolge, so macht Bonhoeffer anhand der Evangelienbotschaft deutlich, sind einige Voraussetzungen notwendig: Sie ist eine bedingungslose Reaktion auf den Ruf Jesu, der auch dem Gesetz übergeordnet ist; hingegen ist sie nicht ein selbstgewähltes Lebensprogramm, kein Angebot eines Menschen an Jesus.
Außerdem sei es notwendig, konkrete Schritte des Gehorsams zu tun, durch die eine neue Situation geschaffen werde. Erst dadurch sei auch Glaube möglich – und umgekehrt: „Nur der Glaubende ist gehorsam, und nur der Gehorsame glaubt.“ Was die Reihenfolge anbetrifft, bezieht Bonhoeffer klar Stellung: „Erst muß der Schritt des Gehorsams getan sein, ehe geglaubt werden kann. Der Ungehorsame kann nicht glauben.“ Er fährt fort: „Du beklagst dich darüber, daß du nicht glauben kannst? Es darf sich keiner wundern, wenn er nicht zum Glauben kommt, solange er sich an irgendeiner Stelle in wissentlichem Ungehorsam dem Gebot Jesu widersetzt oder entzieht. Du willst irgendeine sündige Leidenschaft, eine Feindschaft, eine Hoffnung, deine Lebenspläne, deine Vernunft nicht dem Gebot Jesu unterwerfen? Wundere dich nicht, daß du den heiligen Geist nicht empfängst, daß du nicht beten kannst, daß dein Gebet um den Glauben leer bleibt!“ (Bethge zieht von der Betonung der ersten Schritte die Linie zu Bonhoeffers späterer Unterscheidung von Vorletztem und Letztem in der Ethik.)

#### Der einfältige Gehorsam
Bonhoeffer analysiert nun, wie das Luthertum (im Gegensatz zu Luther selbst; s. o.), in der Absicht, eine „Gesetzlichkeit“ zu vermeiden, die Menschen von konkreten Schritte der Nachfolge entmutige. Alle Aufforderungen der Bibel würden so abgebogen, dass daraus für das eigene Verhalten überhaupt nichts folge. Er karikiert dies am Beispiel eines „pseudotheologisch dressierten“ Kindes, das ins Bett gehen soll und folgende Überlegungen anstellt: „Der Vater sagt: Geh ins Bett. Er meint, du bist müde; er will nicht, daß ich müde bin. Ich kann über meine Müdigkeit auch hinwegkommen, indem ich spielen gehe. Also, der Vater sagt zwar: Geh ins Bett!, er meint aber eigentlich: Geh spielen.“
Die Eliminierung des einfältigen Gehorsams aber mache aus der teuren Gnade des Rufes Jesu die billige Gnade der Selbstrechtfertigung. Gesetzlichkeit werde allein überwunden durch wirklichen Gehorsam gegen Jesus.

#### Die Nachfolge und das Kreuz
Bonhoeffer arbeitet heraus, dass Nachfolge Christi notwendigerweise beinhaltet, sich selbst zu verleugnen und „sein Kreuz auf sich zu nehmen“ (vgl. Luk. 9,23). Somit bedeutet die Bindung an Jesus Leiden – kein zufälliges, sondern notwendiges Leiden. Allerdings geht es hier keinesfalls um Selbstzermarterung, wohl aber ein Verworfenwerden um Christi willen. Dieses „Kreuz“ solle ein Christ aber nicht aktiv suchen, sondern es liege in jeder Biographie bereit. Bei einigen könne dies bis zum Martyrium führen, wobei dieses – so Bonhoeffer – ein Gnadengeschenk Gottes sei, für alle aber gehe es um dasselbe Kreuz, das zu tragen sei.
Zum Tragen des Kreuzes zählt auch das Ertragen der Last des (geistlichen) Bruders, wozu nicht nur „dessen äußeres Geschick, dessen Art und Veranlagung, sondern im eigentlichsten Sinne seine Sünde“ zähle, die man in der Kraft des Kreuzes Christi vergeben solle.
Hinsichtlich dessen, was das Kreuz für jeden einzelnen bedeutet, verweist Bonhoeffer auf Luther und zitiert ihn mit den Worten: „Siehe, das ist der Weg des Kreuzes, den kannst du nicht finden, sondern ich muß dich führen als einen Blinden; [...] ich selbst will dich unterweisen durch meinen Geist und Wort den Weg, da du inne wandeln sollst.“

#### Die Nachfolge und der Einzelne
Nachfolge impliziert nach Bonhoeffer auch den Bruch mit allen „Unmittelbarkeiten“. Menschen seien voneinander durch unüberwindliche Distanz getrennt; darum würden die Jünger in den Evangelien aufgerufen, alles zu verlassen. Nachfolge könne sich „im Bruch mit Familie oder Volk“ vollziehen, und aus den vielen nachfolgenden Einzelnen entstehe dann eine neue Gemeinschaft, die Gemeinde. (Bethge bemerkt hier eine kritische Spitze gegen Massenbewegungen.)

#### Die Bergpredigt
Die Auslegung der Bergpredigt nimmt vom Umfang her etwa ein Drittel des Werks ein. Bonhoeffer deutet die Bergpredigt christologisch, womit er sich in die lutherische Auslegungstradition stellt, wenn er auch nicht so sehr wie diese das Unvermögen des Menschen betont.
Die Seligpreisungen gelten nach Bonhoeffer den Jüngern, d. h. den Nachfolgenden, und reißen eine Kluft zwischen ihnen und dem zuhörenden Volk auf. „Die Welt phantasiert von Fortschritt, Kraft, Zukunft“, aber die Nachfolger Christi könnten dabei nicht mitmachen. Zwangsläufig zögen sie Aggressionen auf sich. „Es ist wichtig, daß Jesus seine Jünger auch dort selig preist, wo sie nicht unmittelbar um des Bekenntnisses zu seinem Namen willen, sondern um einer gerechten Sache willen leiden.“
In der Auslegung der Logien vom Salz und vom Licht betont Bonhoeffer, es gehe darum, dass die „guten Werke“, und das seien die konkreten Schritte der leidenden Nachfolge, sichtbar seien. Die Antithesen der Bergpredigt geben Bonhoeffer Gelegenheit, solche Konkretisierungen der Nachfolge vorzustellen. Es gehe in der Bergpredigt immer um das Außerordentliche, Nichtreguläre (περισσόν) des christlichen Lebens.
- „Wer mit unversöhntem Herzen zum Wort und zum Abendmahl kommt, empfängt dadurch sein Gericht.“[26]
- Im Bereich der Sexualität fordere Jesus „die vollkommene Reinheit, d. h. Keuschheit seiner Jünger“, die sowohl in der Ehe als auch in der Ehelosigkeit angestrebt werden könne.
- Kritisch sieht Bonhoeffer, dass die reformatorischen Kirchen der weltlichen Obrigkeit das Recht gaben, vom Bürger die Eidesleistung zu fordern: Der Eid könne nur dort geleistet werden, „wo erstens völlige Klarheit und Durchsichtigkeit darüber herrscht, was inhaltlich in den Eid eingeschlossen ist; zweitens sei zu unterscheiden zwischen Eidesleistungen, die sich auf … Tatbestände, die uns bekannt sind, beziehen, und solchen, die den Charakter eines Gelübdes tragen“[27] (zum Eid als Gelübde siehe auch: Führereid).
- Beim Thema Vergeltung widerspricht Bonhoeffer der traditionellen Unterscheidung zwischen Privatperson und Amtsperson. Damit rechtfertigten die Reformatoren die Teilnahme von Christen an der Strafverfolgung oder am Krieg. Jesus löse mit dieser Antithese die Jünger aus der „politisch-rechtlichen Ordnung, aus der völkischen Gestalt des Volkes Israel“.[28]
- Beim Thema Feindesliebe fügt Bonhoeffer ein langes Zitat von August Vilmar ein, worin dieser eine allgemeine Christenverfolgung heraufziehen sieht.

Das „Außerordentliche“ des christlichen Handelns ist nach Bonhoeffer zwar sichtbar, paradoxerweise aber auch verborgen. Bonhoeffer veranschaulicht diesen Gedanken am Beispiel des Gebets. Die Verborgenheit, die Jesus fordere, sei ein Absehen von sich selbst. Das Thema Fasten gibt Bonhoeffer Gelegenheit, gegen die evangelische Kirche seiner Zeit zu betonen: „Ein Leben, das ganz ohne asketische Übung bleibt, … wird sich für den Dienst Christi schwer bereiten.“ Doch als selbstgewähltes Leiden sei die Askese auch in Gefahr, öffentliche Beachtung zu suchen.
Die Bergpredigt endet mit dem Gleichnis von den beiden Häusern, von denen eines auf Felsen oder eines auf Sand gebaut ist. Bonhoeffer hebt in diesem Zusammenhang hervor, dass die Bergpredigt die Alternative zwischen Tun und Nicht-Tun kenne und es da kein Drittes gebe, nämlich „Tunwollen und doch nicht tun“.

#### Die Boten
Bonhoeffer schlägt hier den Bogen von der Aussendung der Apostel, die nach Mt 10,9–10 besitzlos sind, zur Situation des beamteten Pfarrers. Dieser solle auf Standesprivilegien verzichten und das „Dienstkleid der Armut“ wie die Apostel tragen. Jesus fordere aber nicht, dass man sich „als Bettler, mit zerrissenen Kleidern“, auffällig mache.

### Zweiter Teil

#### Die Kirche Jesu Christi und die Nachfolge
Bonhoeffer geht davon aus, dass Jesus heute durch das Wort der Bibel in die Nachfolge rufe. Dies geschehe beim Besuch des Gottesdienstes, in Predigt und Sakrament der Kirche. Dabei müsse man aber vermeiden, biblische Erzählungen gegeneinander auszuspielen. „Die Schrift stellt uns nicht eine Reihe christlicher Typen vor, denen wir uns nach unserer Wahl anzugleichen hätten, sondern sie predigt uns an jeder Stelle den Einen Jesus Christus.“

#### Die Taufe
Bonhoeffer befürwortet die Gläubigentaufe. Jesu Ruf in die Nachfolge fordere „einen sichtbaren Gehorsamsakt“. Die Kindertaufe sei gültige Taufe und unwiederholbar, aber gerade deshalb könne sie nur „in einer lebendigen Gemeinde“ erteilt werden.

#### Der Leib Christi
Bonhoeffer beschreibt die freiwillige Erniedrigung, die Jesus auf sich nahm, um die Menschen zu retten (Kenosis): Er, „der die Gottesgestalt trug“, nahm „menschliches Wesen, menschliche Natur, sündliches Fleisch und menschliche Gestalt“ an. Hinsichtlich des sündlichen Fleisches (Röm. 8,3) präzisiert Bonhoeffer: „Es ist das sündliche Fleisch, das er trägt – doch ohne Sünde [zu begehen].“ Er konnte nur darum Sünde vergeben, weil er unser sündiges Fleisch in seinem Leibe angenommen hatte. Darum ist der Leib Jesu Christi, so Bonhoeffer, der Grund unseres Heils.
Hieraus ergibt sich die Verbindung zwischen Jesus und seinen Jüngern. Wäre er nämlich ein Prophet und Lehrer gewesen, hätte er Schüler und Zuhörer gebraucht. Als menschgewordener Sohn Gottes, der in das menschliche Fleisch gekommen ist, braucht er hingegen Nachfolger, die nicht nur seiner Lehre, sondern gerade auch seines Leibes teilhaftig werden. In der Gemeinschaft seines Leibes (dem Abendmahl) legt Jesus ihnen das Kreuz auf.
Gemeinschaft mit dem lebendigen Jesus Christus, so führt Bonhoeffer aus, erhalten Christen durch die beiden Sakramente Taufe und Abendmahl. Der Christ wird in die Gemeinschaft seines Leidens hineingetauft und wird so ein Glied des Leibes Christi, seiner Gemeinde, seiner Kirche. Unter Kirche aber, so Bonhoeffer, ist hier keine Institution zu verstehen, sondern ein lebendiger Organismus, bestehend aus Christus und allen, die ihm angehören: „Die Kirche Christi ist der gegenwärtige Christus im Heiligen Geist“. Bonhoeffer zieht in diesem ekklesiologischen Kapitel die alttestamentlichen Texte über den Jerusalemer Tempel heran; diese seien Weissagungen auf Christus hin. Der Tempel / Leib Christi / die Kirche sei „der Ort der Annahme, der Versöhnung und des Friedens zwischen Gott und den Menschen“.

#### Die sichtbare Gemeinde
Bonhoeffer schreibt im Folgenden Gemeinde, wo der Begriff Kirche zu erwarten wäre. Die Gemeinde könne, so Bonhoeffer, ihre Organisationsform im Lauf der Zeiten verschieden ausgestalten. Aber es dürfe nicht von außen in diese Ordnung eingegriffen werden. Gemäß der Confessio Augustana nennt Bonhoeffer die reine Lehre und einsetzungsgemäße Verwaltung der Sakramente als Kennzeichen der Gemeinde und problematisiert beim Thema der reinen Lehre die Unterscheidung zwischen erlaubter Schulmeinung und Irrlehre.
Mit der Taufe trete der Getaufte einer lebendigen Gemeinschaft bei, die alle Lebensbeziehungen umfasse: „Wer einem getauften Bruder die Teilnahme am Gottesdienst gewährt, ihm aber im täglichen Leben die Gemeinschaft versagt, ihn mißbraucht oder verachtet, der macht sich am Leib Christi selbst schuldig.“
Bonhoeffer kommentiert anschließend das Kapitel Röm 13,1–14 . Paulus thematisiere nicht die Aufgaben des Staates (der Obrigkeit), sondern einzig die Aufgaben der Christen gegenüber dem Staat. Ein kirchengeschichtlicher Exkurs endet mit der Vision einer vollkommen antichristlich gewordenen Welt, die den Christen auch in seiner Privatsphäre bedrängt. „Dann aber wird das Ende nahe sein, wenn der Christenheit der letzte Raum auf Erden genommen sein wird.“

#### Die Heiligen
Das Neue Testament bezeichnet alle Christen als Heilige. Bonhoeffer erläutert die Bezogenheit von Rechtfertigung und Heiligung, woraus er folgende Konsequenzen ableitet:
- Es gebe keine persönliche Heiligung außerhalb der sichtbaren Gemeinde.
- Die Heiligen hätten den Bruch mit der Welt vollzogen und sich abgesondert (hier entfaltet Bonhoeffer die Lasterkataloge der neutestamentlichen Briefe, die ein düsteres Bild der paganen Umwelt entwerfen); aber die Gemeinde sei nicht ideal. Deshalb müsse in der Gemeinde die Sünde Sünde genannt und Buße gepredigt werden (Gemeindezucht).
- Dabei sollten die einzelnen Christen und die Gemeinde ihren Fortschritt in der Heiligung nicht selbst einschätzen, sondern dies Gott überlassen.

#### Das Bild Christi
Bonhoeffer erläutert das Pauluszitat Röm 8,29 , wonach die Christen in der Nachfolge Christus gleichgestaltet werden. Er unterscheidet drei Dimensionen dieser Christusförmigkeit:
- Das Bild des Menschgewordenen: Die Menschwerdung Christi begründet nach Bonhoeffer eine Würde jedes einzelnen Menschen.
- Das Bild des Gekreuzigten: Für Christen sei das Leben in der Nachfolge Christi ein Leidensweg, wobei aber nur wenige des Martyriums gewürdigt würden.
- Das Bild des Auferstandenen: Während des irdischen Lebens, das insgesamt ein Leiden sei, finde die Umgestaltung zum göttlichen Ebenbild statt. Christen partizipierten am Leben des auferstandenen Christus (Gal 2,29 LUT).

## Übersetzungen
Bonhoeffers Nachfolge erschien erstmals 1948/49 in englischer Sprache unter dem Titel The Cost of Discipleship (wörtlich: Die Kosten der Jüngerschaft), wenngleich zunächst in leicht gekürzter Form (die erste vollständige Ausgabe folgte erst 1959). Übersetzer war R. H. Fuller. Bonhoeffers britischer Freund, der Bischof von Chichester, George Bell, steuerte ein Geleitwort bei, Reinhod Niebuhr schrieb ein Vorwort. Bonhoeffers Schwager Gerhard Leibholz beteiligte sich mit einem biographischen Einführungskapitel, worin auch Bonhoeffers – zum damaligen Zeitpunkt selbst in Deutschland kaum bekanntes – Gedicht Von guten Mächten (1944) bereits in einer englischen Fassung enthalten war.
Das Buch wurde rasch in der angelsächsischen Welt populär. Ausgaben in den meisten anderen europäischen Sprachen (z. B. 1968 spanisch unter dem Titel: El precio de la Gracia, „Die Kosten der Gnade“) folgten. Inzwischen ist das Buch in zahlreichen weiteren Sprachen verfügbar, darunter auch solchen, die nicht mit dem traditionell christlichen Kulturkreis assoziiert sind, wie z. B. Arabisch, Persisch, Chinesisch, Koreanisch und Japanisch.

## Rezeption
Die Nachfolge stieß in den Jahren der NS-Diktatur auf reges Leserinteresse, was sich an den Verkaufszahlen ablesen ließ. Bereits 1940 erschien die zweite Auflage. Ausführliche Besprechungen des Buches gab es vor 1945 nicht. Bis die Gefängnisbriefe publiziert wurden, formte die Nachfolge das Bild, das die Öffentlichkeit von Dietrich Bonhoeffer hatte. Nach dem Krieg wurde Bonhoeffers Werk in der DDR stärker rezipiert als in Westdeutschland, auch vermittelt durch den Bonhoeffer-Schüler Albrecht Schönherr. Für die Neubesinnung derr dortigen Kirche nach 1945 war die Nachfolge wichtig, verbunden mit der Vita Bonhoeffers als Widerstandskämpfer.
Karl Barth, der zeitweilig Bonhoeffers Mentor gewesen war, sich dann aber zunehmend von ihm entfremdet hatte, bezieht sich in seiner Kirchlichen Dogmatik zustimmend auf die Nachfolge.
Gerade in jüngerer Zeit wird das Buch immer wieder neu aufgelegt und rezensiert, nicht zuletzt in der angelsächsischen Welt.
In einer Besprechung für die „Youth Pastor Theologians“ kam Tim Franks im Jahr 2018 zu dem Ergebnis, dass das Buch insbesondere in der christlichen Jugendarbeit sehr empfehlenswert sei, wobei er zugleich anmerkt: „Also, the aggressive and blunt nature of how Bonhoeffer approaches the idea of counting the cost of following Jesus can be abrupt for the modern reader. Speaking in absolutes and deeply challenging the reader to a different lifestyle can come across as too bold for a younger audience.“ („Auch die aggressive und unverblümte Art, mit der Bonhoeffer an die Idee herangeht, die Kosten der Nachfolge Jesu zu überschlagen, kann auf den modernen Leser hart wirken. Sein kategorischer Sprachstil und seine nachdrückliche Aufforderung an den Leser, seinen Lebensstil zu ändern, kann unter Umständen einem jüngeres Publikum zu kühn erscheinen.“).
In einem Beitrag für die Leipziger Zeitung hob Ralf Julke im Jahr 2022 die fortdauernde Aktualität des Buches für den Lebensalltag hervor und sprach von unserer durch sorgenvolle Gedanken „verstopften Zukunft“ als einer wunden Stelle, die Bonhoeffer berührt. Dem setzte er ein Zitat aus dem Buch entgegen: „Wir können gar nicht sorgen. Der nächste Tag, die nächste Stunde ist uns gänzlich entnommen. Es ist sinnlos, so zu tun, als könnten wir überhaupt sorgen.“
Der amerikanische Evangelist Richard Blackaby ordnete im Jahr 2023 – ebenso wie viele andere – das Buch unter die Klassiker der modernen Theologie ein und führte in diesem Zusammenhang aus: „This book is not for the fainthearted reader or disciple. But if you truly want to follow Jesus at the level Christ expects, you would do well to read this Christian classic.“ („Dieses Buch ist nichts für kleinmütige Leser oder Jünger. Aber wenn Sie ernsthaft Jesus so nachfolgen wollen, wie Christus es erwartet, tun Sie gut daran, diesen christlichen Klassiker zu lesen.“).
Tobias Faix, ein deutscher Theologe, setzte Bonhoeffers Nachfolge an die Spitze seiner persönlichen Rangliste der wichtigsten theologischen Bücher. Er bezeichnete es als das vielleicht einflussreichste und von ihm am häufigsten gelesene in seinem Leben, räumte aber zugleich ein, vielleicht auch keines weniger in seinem Leben umgesetzt zu haben.
Der deutsche Theologe und Kirchenhistoriker Frank Lüdke zeigte 2025 auf, dass sich wesentliche Inhalte von Bonhoeffers Nachfolge auch im Lehrgebäude der Brunstad Christian Church, einer evangelischen Freikirche, finden, obwohl rein historisch betrachtet keine Verbindung nachweisbar ist; so wurde etwa eine der zentralen Begriffsschöpfungen in Bonhoeffers Buch, das Antonympaar „billige“ und „teure Gnade“ (siehe oben), in das Vokabular der Freikirche übernommen und findet bis heute Verwendung.

## Textausgaben (Auswahl)
Deutsch:
- Nachfolge. 1. Auflage. Chr. Kaiser Verlag, München 1937.
- Nachfolge. 2. Auflage. Chr. Kaiser Verlag, München 1940.
- Nachfolge. 4. Auflage. Chr. Kaiser Verlag, München 1952 (evangelischer-glaube.de).
- Nachfolge. Mit einem Nachwort von Eberhard Bethge. 14. Auflage. Chr. Kaiser Verlag, München 1983, ISBN 3-459-01374-5.
- Nachfolge (= Dietrich Bonhoeffer Werke. Band 4). Hrsg. von Martin Tuske und Ilse Tödt. 3. Auflage. Chr. Kaiser Verlag, München 2002, ISBN 978-3-579-01874-4.
- Nachfolge. Herausgegeben und mit einer Einführung versehen von Peter Zimmerling. Brunnen, 2021, ISBN 978-3-7655-0948-3.

Englisch:
- The Cost of Discipleship. 1. englische Auflage. The Macmillan Company, New York 1949.
- The Cost of Discipleship. 2. (1. vollständige) englische Auflage. The Macmillan Company, New York 1959.

- The Cost of Discipleship. Touchstone (Simon & Schuster), New York 1995, ISBN 978-0-684-81500-8 (google.de).